# Пай (аэропорт)
Аэропорт Пай (ИАТА: PYY, ИКАО: VTCI) (тайск. ท่าอากาศยานปาย) — аэропорт, обслуживающий Пай, город в провинции Мэхонгсон, Таиланд. Изначально построенный во время Второй мировой войны Императорской армией Японии, аэропорт был заброшен после войны и в 1945 был открыт для гражданской авиации.
Расположенный на 72.3-рай зоне в километре от Мыанг Мэхонгсон, столичного района провинции, аэропорт имеет одну взлетно-посадочную полосу, 23 метра в ширину, 1,000 метров в длину.